# Archanara nigropunctata
Archanara nigropunctata är en fjärilsart som beskrevs av Krombach 1920. Archanara nigropunctata ingår i släktet Archanara och familjen nattflyn. Inga underarter finns listade i Catalogue of Life.